# EFL Championship 2022/2023
EFL Chamiponship 2022/2023 (ze sponzorských důvodů označována jako Sky Bet Championship) byla 19. ročníkem druhé nejvyšší anglické fotbalové soutěže pod tímto názvem a 31. ročníkem pod současným formátem. 
Sezóna začala 29. července 2022 a skončila 8. května 2023. Kvůli Mistrovství světa ve fotbale 2022 v Kataru měla liga v polovině sezóny čtyřtýdenní přestávku, která začala v polovině listopadu. První kolo po Mistrovství světa se konalo 10. prosince.

## Změny týmů
Od sezóny 2021/2022 změnily divizi následující týmy:
|  | Postupující z League One - Wigan Athletic - Rotherham United - Sunderland Ssestupující z Premier League - Burnley - Watford - Norwich City | Postupující do Premier League - Fulham - Bournemouth - Nottingham Forest Sestupující do League One - Peterborough United - Derby County - Barnsley |

## Týmy
| Tým                  | Město                     | Stadion                         | Kap.   |
| -------------------- | ------------------------- | ------------------------------- | ------ |
| Birmingham City      | Birmingham                | St Andrew's                     | 29 409 |
| Blackburn Rovers     | Blackburn                 | Ewood Park                      | 31 367 |
| Blackpool            | Blackpool                 | Bloomfield Road                 | 17 338 |
| Bristol City         | Bristol                   | Ashton Gate Stadium             | 27 000 |
| Burnley              | Burnley                   | Turf Moor                       | 21 944 |
| Cardiff City         | Cardiff                   | Cardiff City Stadium            | 33 280 |
| Coventry City        | Coventry                  | Coventry Building Society Arena | 32 609 |
| Huddersfield Town    | Huddersfield              | Kirklees Stadium                | 24 121 |
| Hull City            | Kingston upon Hull        | MKM Stadium                     | 25 400 |
| Luton Town           | Luton                     | Kenilworth Road                 | 10 356 |
| Middlesbrough        | Middlesbrough             | Riverside Stadium               | 34 742 |
| Millwall             | Londýn (South Bermondsey) | The Den                         | 20 146 |
| Norwich City         | Norwich                   | Carrow Road                     | 27 244 |
| Preston North End    | Preston                   | Deepdale                        | 23 404 |
| Queens Park Rangers  | Londýn (White City)       | Loftus Road                     | 18 439 |
| Reading              | Reading                   | Madejski Stadium                | 24 161 |
| Rotherham United     | Rotherham                 | New York Stadium                | 12 021 |
| Sheffield United     | Sheffield                 | Bramall Lane                    | 32 050 |
| Stoke City           | Stoke-on-Trent            | Bet365 Stadium                  | 30 089 |
| Sunderland           | Sunderland                | Stadium of Light                | 49 000 |
| Swansea City         | Swansea                   | Swansea.com Stadium             | 21 088 |
| Watford              | Watford                   | Vicarage Road                   | 22 200 |
| West Bromwich Albion | West Bromwich             | The Hawthorns                   | 26 850 |
| Wigan Athletic       | Wigan                     | DW Stadium                      | 25 138 |

### Personál a dresy
| Tým                  | Trenér             | Kapitán          | Dodavatel dresů | Sponzor                                                              | Sponzor                                                    | Sponzor                                                            |
| Tým                  | Trenér             | Kapitán          | Dodavatel dresů | Hruď                                                                 | Záda                                                       | Trenky                                                             |
| -------------------- | ------------------ | ---------------- | --------------- | -------------------------------------------------------------------- | ---------------------------------------------------------- | ------------------------------------------------------------------ |
| Birmingham City      | John Eustace       | Troy Deeney      | Nike            | BoyleSports                                                          | Impact                                                     | amglogistics.co.uk                                                 |
| Blackburn Rovers     | Jon Dahl Tomasson  | Lewis Travis     | Macron          | Totally Wicked                                                       | Watson Ramsbottom Solicitors                               | Nic                                                                |
| Blackpool            | Stephen Dobbie     | Chris Maxwell    | Puma            | Utilita                                                              | Visit Blackpool                                            | simPRO                                                             |
| Bristol City         | Nigel Pearson      | Andreas Weimann  | Hummel          | Huboo                                                                | Nic                                                        | Digital NRG                                                        |
| Burnley              | Vincent Kompany    | Jack Cork        | Umbro           | Classic Football Shirts (Home & Third) EMA Equity Partners (Away)    | Vertu Motors                                               | Nic                                                                |
| Cardiff City         | Sabri Lamouchi     | Joe Ralls        | New Balance     | Tourism Malaysia                                                     | Nic                                                        | Nic                                                                |
| Coventry City        | Mark Robins        | Liam Kelly       | Hummel          | BoyleSports                                                          | XL Motors                                                  | G&R Scaffolding                                                    |
| Huddersfield Town    | Neil Warnock       | Jonathan Hogg    | Umbro           | Utilita                                                              | SportsBroker                                               | The Skinny Food Co                                                 |
| Hull City            | Liam Rosenior      | Lewie Coyle      | Umbro           | Corendon Airlines                                                    | Nic                                                        | Tomya                                                              |
| Luton Town           | Rob Edwards        | Sonny Bradley    | Umbro           | Utilita (Home) Star Platforms (Venkovní) Ryebridge (Třetí)           | Toureen Group (Domácí) Utilita (Venkovní a třetí)          | MuscleSquad                                                        |
| Middlesbrough        | Michael Carrick    | Jonny Howson     | Erreà           | Unibet                                                               | Host and Stay                                              | Cornerstone Business Solutions                                     |
| Millwall             | Gary Rowett        | Shaun Hutchinson | Hummel          | Huski Chocolate                                                      | Masons Scaffolding                                         | Wiggett Group                                                      |
| Norwich City         | David Wagner       | Grant Hanley     | Joma            | Lotus                                                                | AEC Illuminazione                                          | War Paint for Men                                                  |
| Preston North End    | Ryan Lowe          | Alan Browne      | Nike            | PAR Group                                                            | PAR Group                                                  | Nic                                                                |
| Queens Park Rangers  | Gareth Ainsworth   | Stefan Johansen  | Erreà           | Convivia                                                             | CopyBet                                                    | Ground Construction Limited                                        |
| Reading              | Noel Hunt          | Andy Yiadom      | Macron          | Select Car Leasing                                                   | Rapidz                                                     | RSSL                                                               |
| Rotherham United     | Matt Taylor        | Richard Wood     | Puma            | IPM Group (Domácí) Asura Financial Technologies (Venkovní a třetí)   | Garner UK (Domácí) KCM Waste Management (Venkovní a třetí) | Mears Group                                                        |
| Sheffield United     | Paul Heckingbottom | Billy Sharp      | Erreà           | Randox                                                               | Ultimate Champions                                         | Nic                                                                |
| Stoke City           | Alex Neil          | Lewis Baker      | Macron          | bet365                                                               | Nic                                                        | Nic                                                                |
| Sunderland           | Tony Mowbray       | Corry Evans      | Nike            | Spreadex Sports                                                      | Vertu Motors                                               | Nic                                                                |
| Swansea City         | Russell Martin     | Matt Grimes      | Joma            | Westacres (Domácí) Swansea University (Venkovní) Owens Group (Třetí) | Swansea Building Society                                   | The Travel House (Domácí) DWJ Wealth Management (Venkovní a třetí) |
| Watford              | Chris Wilder       | Tom Cleverley    | Kelme           | Stake.com                                                            | Corpay                                                     | Nic                                                                |
| West Bromwich Albion | Carlos Corberán    | Jake Livermore   | Puma            | Ideal Heating                                                        | Nic                                                        | Nic                                                                |
| Wigan Athletic       | Shaun Maloney      | Tendayi Darikwa  | Puma            | Big Help Project (Domácí a venkovní) EPIC.gi (Třetí)                 | Nic                                                        | Nic                                                                |

## Tabulka
| Poř. | Tým                  | Z  | V  | R  | P  | VG | OG | B   |
| ---- | -------------------- | -- | -- | -- | -- | -- | -- | --- |
| 1.   | Burnley              | 46 | 29 | 14 | 3  | 87 | 35 | 101 |
| 2.   | Sheffield United     | 46 | 28 | 7  | 11 | 73 | 39 | 91  |
| 3.   | Luton Town           | 46 | 21 | 17 | 8  | 57 | 39 | 80  |
| 4.   | Middlesbrough        | 46 | 22 | 9  | 15 | 84 | 56 | 75  |
| 5.   | Coventry City        | 46 | 18 | 16 | 12 | 58 | 46 | 70  |
| 6.   | Sunderland           | 46 | 18 | 15 | 13 | 68 | 55 | 69  |
| 7.   | Blackburn Rovers     | 46 | 20 | 9  | 17 | 52 | 54 | 69  |
| 8.   | Millwall             | 46 | 19 | 11 | 16 | 57 | 50 | 68  |
| 9.   | West Bromwich Albion | 46 | 18 | 12 | 16 | 59 | 53 | 66  |
| 10.  | Swansea City         | 46 | 18 | 12 | 16 | 68 | 64 | 66  |
| 11.  | Watford              | 46 | 16 | 15 | 15 | 56 | 53 | 63  |
| 12.  | Preston North End    | 46 | 17 | 12 | 17 | 45 | 59 | 63  |
| 13.  | Norwich City         | 46 | 17 | 11 | 18 | 57 | 54 | 62  |
| 14.  | Bristol City         | 46 | 15 | 14 | 17 | 55 | 56 | 59  |
| 15.  | Hull City            | 46 | 14 | 16 | 16 | 51 | 61 | 58  |
| 16.  | Stoke City           | 46 | 14 | 11 | 21 | 55 | 54 | 53  |
| 17.  | Birmingham City      | 46 | 14 | 11 | 21 | 47 | 58 | 53  |
| 18.  | Huddersfield Town    | 46 | 14 | 11 | 21 | 47 | 62 | 53  |
| 19.  | Rotherham United     | 46 | 11 | 17 | 18 | 49 | 60 | 50  |
| 20.  | Queens Park Rangers  | 46 | 13 | 11 | 22 | 44 | 71 | 50  |
| 21.  | Cardiff City         | 46 | 13 | 10 | 23 | 41 | 58 | 49  |
| 22.  | Reading              | 46 | 13 | 11 | 22 | 46 | 68 | 44  |
| 23.  | Blackpool            | 46 | 11 | 11 | 24 | 48 | 72 | 44  |
| 24.  | Wigan Athletic       | 46 | 10 | 15 | 21 | 38 | 65 | 42  |

|  | Postup do Premier League            |
|  | Postup do play-off EFL Championship |
|  | Sestup do EFL League One            |

Poznámky
1. ↑  Za porušení obchodního plánu EFL bylo Readingu odečteno 6 bodů
2. ↑  Wiganu Athletic byly odečteny 3 body za včasné nevyplacení výplat hráčům a zaměstnancům.

## Play-off
První zápasy
| 13. května 2023 18:30         |        |                    |                                                                    |
| Sunderland                    | 2 : 1  | Luton Town         | Stadium of Light, Sunderland diváci: 46 060 rozhodčí: Tim Robinson |
| Amad Diallo 39' Trai Hume 63' | Report | 11' Elijah Adebayo | Stadium of Light, Sunderland diváci: 46 060 rozhodčí: Tim Robinson |

| 14. května 2023 13:00 |        |               |                                                                                  |
| Coventry City         | 0 : 0  | Middlesbrough | Coventry Building Society Arena, Coventry diváci: 28 874 rozhodčí: Robert Madley |
|                       | Report |               | Coventry Building Society Arena, Coventry diváci: 28 874 rozhodčí: Robert Madley |

Odvetné zápasy
| 16. května 2023 21:00            |        |            |                                                              |
| Luton Town                       | 2 : 0  | Sunderland | Kenilworth Road, Luton diváci: 10 013 rozhodčí: Simon Hooper |
| Gabriel Osho 10' Tom Lockyer 43' | Report |            | Kenilworth Road, Luton diváci: 10 013 rozhodčí: Simon Hooper |

Luton Town zvítězil celkově 3:2.
| 17. května 2023 21:00 |        |                   |                                                                       |
| Middlesbrough         | 0 : 1  | Coventry City     | Riverside Stadium, Middlesbrough diváci: 32 154 rozhodčí: David Coote |
|                       | Report | 57' Gustavo Hamer | Riverside Stadium, Middlesbrough diváci: 32 154 rozhodčí: David Coote |

 Coventry City zvítězil celkově 1:0. 

### Finále
| 27. května 2023 17:45 |            |                   |                                                                 |
| Luton Town            | 1 : 1 (PP) | Coventry City     | Wembley Stadium, Londýn diváci: 85 711 rozhodčí: Michael Oliver |
| Jordan Clark 23'      |            | 66' Gustavo Hamer | Wembley Stadium, Londýn diváci: 85 711 rozhodčí: Michael Oliver |

|                                                                               |       | Penaltový rozstřel                                                        |  |
| Carlton Morris Joe Taylor Marvelous Nakamba Jordan Clark Luke Berry Dan Potts | 6 : 5 | Matt Godden Viktor Gyökeres Ben Sheaf Josh Eccles Liam Kelly Fankaty Dabo |  |

## Statistiky

### Nejlepší střelci
| Poř. | Hráč              | Tým              | Gól |
| ---- | ----------------- | ---------------- | --- |
| 1    | Chuba Akpom       | Middlesbrough    | 28  |
| 2    | Viktor Gyökeres   | Coventry City    | 21  |
| 3    | Carlton Morris    | Luton Town       | 20  |
| 4    | Joël Piroe        | Swansea City     | 19  |
| 5    | Tom Bradshaw      | Millwall         | 17  |
| 5    | Nathan Tella      | Burnley          | 17  |
| 7    | Zian Flemming     | Millwall         | 15  |
| 8    | Amad Diallo1      | Sunderland       | 14  |
| 8    | Ben Brereton Díaz | Blackburn Rovers | 14  |
| 8    | Iliman Ndiaye     | Sheffield United | 14  |
| 8    | Jerry Yates       | Blackpool        | 14  |

- 1 Obsahuje jeden gól v play-off.

#### Hattricky
| Hráč            | Klub            | Soupeř               | Výsledek | Datum              |
| --------------- | --------------- | -------------------- | -------- | ------------------ |
| Óscar Estupiñán | Hull City       | Coventry City        | 3:2 (D)  | 27. srpna 2022     |
| Scott Hogan     | Birmingham City | West Bromwich Albion | 3:2 (V)  | 14. září 2022      |
| Tom Bradshaw    | Millwall        | Watford              | 3:0 (D)  | 19. října 2022     |
| Zian Flemming   | Millwall        | Preston North End    | 4:2 (V)  | 12. listopadu 2022 |
| Chuba Akpom     | Middlesbrough   | Wigan Athletic       | 4:1 (D)  | 26. prosince 2022  |
| Nathan Tella    | Burnley         | Preston North End    | 3:0 (D)  | 11. února 2023     |
| Tom Bradshaw    | Millwall        | Sheffield United     | 3:2 (D)  | 18. února 2023     |
| Nathan Tella    | Burnley         | Hull City            | 3:1 (H)  | 15. března 2023    |

### Nejlepší asistenti
| Poř. | Hráč             | Tým                  | A  |
| ---- | ---------------- | -------------------- | -- |
| 1    | Jack Clarke1     | Sunderland           | 12 |
| 2    | Ryan Giles       | Middlesbrough        | 11 |
| 2    | Viktor Gyökeres1 | Coventry City        | 11 |
| 4    | Gustavo Hamer    | Coventry City        | 10 |
| 4    | Ryan Manning     | Swansea City         | 10 |
| 4    | Iliman Ndiaye    | Sheffield United     | 10 |
| 7    | Ilias Chair      | Queens Park Rangers  | 9  |
| 7    | Ken Sema         | Watford              | 9  |
| 7    | John Swift       | West Bromwich Albion | 9  |

- 1 Obsahuje jednu asistenci v play-off.

### Čistá konta
| Poř. | Hráč              | Tým               | Čisté konto |
| ---- | ----------------- | ----------------- | ----------- |
| 1    | Ben Wilson2       | Coventry City     | 22          |
| 2    | Ethan Horvath1    | Luton Town        | 20          |
| 3    | Arijanet Muric    | Burnley           | 18          |
| 4    | Wes Foderingham   | Sheffield United  | 17          |
| 4    | Freddie Woodman   | Preston North End | 17          |
| 6    | Daniel Bachmann   | Watford           | 16          |
| 7    | Anthony Patterson | Sunderland        | 14          |
| 7    | John Ruddy        | Birmingham City   | 14          |
| 9    | Viktor Johansson  | Rotherham United  | 13          |
| 10   | Ryan Allsop       | Cardiff City      | 12          |
| 10   | George Long       | Millwall          | 12          |

- 1 Obsahuje jedno čisté konto v play-off.
- 2 Obsahuje dvě čistá konta v play-off.

### Disciplína

#### Hráči
- Nejvíce žlutých karet: 14
  -  Hamza Choudhury (Watford)
  -  Andy Yiadom (Reading)

- Nejvíce červených karet: 2
  -  Marvin Ekpiteta (Blackpool)
  -  Wes Foderingham (Sheffield United)
  -  Gustavo Hamer (Coventry City)
  -  Hassane Kamara (Watford)
  -  Gabriel Osho (Luton Town)

#### Kluby
- Nejvíce žlutých karet: 109
  - Swansea City
- Nejvíce červených karet: 9
  - Blackpool
- Nejméně žlutých karet: 74
  - Hull City
- Nejméněčervených karet: 0
  - Birmingham City
  - Millwall
  - Queens Park Rangers

## Ocenění

### Měsíční
| Měsíc    | Trenér měsíce      | Trenér měsíce    | Hráč měsíce     | Hráč měsíce   | Reference     |
| -------- | ------------------ | ---------------- | --------------- | ------------- | ------------- |
| Srpen    | Paul Heckingbottom | Sheffield United | Óscar Estupiñán | Hull City     | [ 32 ]        |
| Září     | Paul Heckingbottom | Sheffield United | Carlton Morris  | Luton Town    | [ 33 ] [ 34 ] |
| Říjen    | Vincent Kompany    | Burnley          | Jerry Yates     | Blackpool     | [ 35 ] [ 36 ] |
| Listopad | Mark Robins        | Coventry City    | Viktor Gyökeres | Coventry City | [ 37 ]        |
| Prosinec | Vincent Kompany    | Burnley          | Chuba Akpom     | Middlesbrough | [ 38 ] [ 39 ] |
| Leden    | Vincent Kompany    | Burnley          | Ian Maatsen     | Burnley       | [ 40 ]        |
| Únor     | Vincent Kompany    | Burnley          | Tom Bradshaw    | Millwall      | [ 41 ]        |
| Březen   | Michael Carrick    | Middlesbrough    | Viktor Gyökeres | Coventry City | [ 42 ]        |
| Duben    | Paul Heckingbottom | Sheffield United | Gustavo Hamer   | Coventry City | [ 43 ]        |

### Roční
| Cena                              | Vítěz           | Klub             |
| --------------------------------- | --------------- | ---------------- |
| Hráč sezóny                       | Chuba Akpom     | Middlesbrough    |
| Mladý hráč sezóny                 | Alex Scott      | Bristol City     |
| Hráč sezóny s nejlepším progresem | Ashley Phillips | Blackburn Rovers |

Championship tým sezóny
| Pos.   | Player           | Club             | Ref.   |
| ------ | ---------------- | ---------------- | ------ |
| BR     | Ben Wilson       | Coventry City    | [ 47 ] |
| PO     | Connor Roberts   | Burnley          | [ 47 ] |
| SO     | Anel Ahmedhodžić | Sheffield United | [ 47 ] |
| SO     | Tom Lockyer      | Luton Town       | [ 47 ] |
| LO     | Ian Maatsen      | Burnley          | [ 47 ] |
| SZ     | Alex Scott       | Bristol City     | [ 47 ] |
| SZ     | Josh Brownhill   | Burnley          | [ 47 ] |
| SZ     | Nathan Tella     | Burnley          | [ 47 ] |
| ÚT     | Iliman Ndiaye    | Sheffield United | [ 47 ] |
| ÚT     | Chuba Akpom      | Middlesbrough    | [ 47 ] |
| ÚT     | Viktor Gyökeres  | Coventry City    | [ 47 ] |
| Trenér | Vincent Kompany  | Burnley          | [ 47 ] |